# Telipogon pastoanus
Telipogon pastoanus är en orkidéart som beskrevs av Rudolf Schlechter. Telipogon pastoanus ingår i släktet Telipogon och familjen orkidéer.
Artens utbredningsområde är Colombia. Inga underarter finns listade i Catalogue of Life.